# Albrecht von Stosch
Albrecht von Stosch (Coblença, 20 de abril de 1818 — Oestrich-Winkel, 29 de fevereiro de 1896) foi um general alemão da infantaria e almirante que serviu como primeiro chefe da recém-criada Marinha Imperial Alemã de 1872 a 1883.

## Vida
Nascido em Koblenz, era primo de Hans Stosch-Sarrasani, fundador do Circo Sarrasani. Ele era o terceiro filho do general prussiano Hermann Ferdinand Stosch, que era um militar tradicional que tinha sentimentos nacionalistas. Assim como seu pai, Stosch estava consciente da tradição de dever e serviço e a herança militar prussiana era uma forte opinião política dele.
Depois de ser educado em escolas estaduais e um ginásio, em 1829 Stosch foi admitido no corpo de cadetes. Em 1835 Stosch, com dezessete anos, foi nomeado segundo-tenente do Exército prussiano. Ele acabou se tornando um oficial do Estado-Maior.
Stosch participou da Guerra Austro-Prussiana como Oberquartiermeister do Segundo Exército.
Após a Guerra Franco-Prussiana, Stosch também foi nomeado almirante e primeiro chefe do Almirantado e, portanto, da incipiente Marinha Imperial Alemã. Reconhecimento por Guilherme I por seu serviço leal ao país; considerava-se um reformador.
Stosch morreu em Rheingau. Há uma ilha no Chile com o seu nome, Isla Stosch.